# ARA Ciudad de Ensenada (Q-3)
La lancha LICA ARA Ciudad de Ensenada (Q-3) es una lancha de instrucción para cadetes de la Armada Argentina.

## Construcción
Es un proyecto entre el Astillero Río Santiago, Tandanor y la Armada Argentina comenzado en 2013 para el diseño de una lancha de instrucción para la Escuela Naval Militar. Esta primera unidad fue botada el 18 de octubre de 2021. Así entró en servicio operativo en 2024. Fue formalizada su entrega con la afirmación del el pabellón nacional celebrado en la Escuela Naval de La Plata el 16 de abril de 2024. Junto a la unidad gemela, lancha ARA Ciudad de Berisso.

## Historia operativa
La unidad cumplió su primer adiestramiento operativo en el ejercicio combinado "Acrux" XI en aguas del río Paraná el 22 de julio de 2024 junto con su gemela, la ARA Ciudad de Berisso, y junto con unidades de la Marina de Brasil y la Armada Nacional del Uruguay.